# ModNation 無限のカート王国
『ModNation 無限のカート王国』（モッドネーション むげんのカートおうこく）（海外版タイトルはModNation Racers）とは2010年7月29日にソニー・コンピュータエンタテインメントが発売したPlayStation 3、PlayStation Portable、PlayStation Vita用ゲームソフトである。開発はカナダのUnited Front Games社。アメリカでは同年5月25日に発売。

## 概要
本作は2008年に発表されたMedia Molecule社の『リトルビッグプラネット』の提唱した「Play Create Share」という3要素を引き継いだカートレースゲームである。
2009年のトレーラー公開以来、キャラクターデザインをはじめとして意図的にLBPを意識したつくりになっており、発売に先駆けて、LBP内でも本作のレーサー衣装が配信されるなど両者での交流も盛んに行われている。
日本ではイメージキャラクターにフジテレビのキャラクター「ガチャピン」「ムック」が起用され、両者の激しいバトルがCMとして製作されたほか、Webページではギャルに大人気のガチャピンに対しジェラシーを燃やすムックが(レースゲームにもかかわらず)サンドバッグでトレーニングをしたり、ご機嫌でゲームをプレイするユニークなネットCMが公開されている。

## 沿革
- 2009年6月3日、E3にて製作発表。
- 2010年5月18日、北米発売を1週間後に控え、体験版を配信(海外のみ)。
- 2010年7月29日、PS3およびPSP版が日本国内で発売。
- 2011年6月7日、PlayStation Vitaで発売が決定　　Vitaの機能を利用し、自由な形のコースデザインなどが可能。更にPS3版で作成された車両やコースも使用できる。
- 2018年10月10日、オンラインサービスを終了[1]。

## ゲーム内容

### ストーリーモード
5ツアー、全28コースと3クリエイトを物語を見ながらクリアするもので、各コースに特定の課題及びライバルレーサーがあり、それらをクリアすることで、クリエイトのパーツを入手できるようになっている。
また、トークンと呼ばれるものが各コースに5つ隠されており、それを獲得してパーツを入手することもできる。
なお、ライバルのレーサーのカートにはナンバープレートが光っており、目印となる。
あらすじ
売れないペンキ屋で、おふくろと共に暮らしている主人公は、歴史長いカートレース「MRC」に挑もうとする。
MRCに参加するには優秀なチーフが必要だったが、偶然にも、来客した人物がチーフであり、主人公はMRCに参加する決意をした。
一方のチーフは元MRCレーサーであり、現チャンピオン「エスプレッソ」によるクラッシュ事故で引退を余儀なくされた過去を持ち、このレースに対する熱意を主人公に注ぎ込むのであった。

#### 登場キャラクター
主人公
プレイヤー自身。
おふくろの息子で、MRCに新人として参加する人物。
容姿などはプレイヤーのクリエイトによって変わるため、個性はなく、台詞もない。
初期のキャラクター(Tag)の場合、若い男性となる。
ビフ (Biff Tradwell)
声 - 大塚明夫
MRCを実況中継する人物の一人。
ギャリーとは10年組んでいるのだが、時に悪質過ぎるとも言える嫌がらせもしていたりと、10年も共にしていたとは思えないほどの言動・行動をしている。
ギャリーの母親に惚れてギャリーに「独身かな？」と質問したり、ギャリーを褒めていたかと思えば「勿論嘘だよ」と言い、大笑いするなど。
ギャリー (Gray Reason)
声 - 堀内賢雄
MRCを実況中継する人物の一人。
非常に仕事熱心で、解説者らしい人物だが、10年共にしているビフに虐められているとも言えるぐらいの被害を毎回受けている。
蟻のペットがおり、蟻が脱走すると仕事があるにもかかわらず帰ってしまうなど、時に解説者らしからぬ行動を取ったりもする。
ストーリー序盤はビフに散々虐められている状況だったが、終盤にいくに従って、ビフに対して反撃したりする。
チーフ (Crew Chief)
声 - 内海賢治
現MRCチャンピオンであるエスプレッソにクラッシュされ、引退を余儀なくされた人物。
メカニック関連の仕事をするが、主人公よりもカートを大事にしているような言動が目立つ。
オンライン対戦などでも走行中に語りかけてくる。
リチャードおじさん (Uncle Richard)
声 - 天田益男
並平モーターの社長であり、おふくろの兄。
腕をあげる主人公に目をつけ、主人公を宣伝材料にしようとする。
過激な行動を指示したり、なりふりかまわずクビにしたりと、非常に冷徹かつ効率的な性格。
並平モーターは、非常に地味な車を販売している会社で、コマーシャルでも「盗まれないのが利点」という宣伝文句を使っている。
エスプレッソ (Espresso)
声 - 坂口候一
車と女好きな現MRCチャンピオン。
チーフを引退させた張本人であり、主人公に対しても同じような目にあわせようと企む。
非常にずる賢い性格。ペットのサルがいつも傍にいる。
おふくろ (Mother)
声 - 一城みゆ希
売れないペンキ屋を営む主人公のおふくろ。
資金難からの脱却を目指し、ペンキ屋の宣伝を大々的に放送し、主人公をサポートする。
リチャードおじさんとは兄弟。
ライバルたち
ストーリーモードではMRCの挑戦者としてライバルが参戦する。
彼らを打倒することで、新たなパーツが貰える。
また、リベンジマッチを勝ち抜く事で、ライバルのモッドを獲得できる上、ストーリーモードでないモードにも登場する様になる。

### クリエイトと共有
このゲームでは自分の分身となるキャラクター「モッド(レーサー)」、カート、コースを自由に作ることが出来る。
それらの作成したものは、オンラインで世界中のプレイヤーと共有することで、ダウンロードや評価などができるようになる。
モッドは髪型から目、服などに加え、装飾品やステッカーと非常に幅広いクリエイトが可能。
同じようにカートも、パーツとステッカーで奥深いクリエイトができる。
コースクリエイトはそれぞれのテーマの景観を選び、そこから先は自由に作ることが出来る。
テーマにそったオブジェクトを駆使することで、ビルや遺跡などをコース周りまたはコース自体に設置することができ、
同じように車体を加速させるパネルやアイテムなども配置でき、コースのバランスをユーザーが自在に変化させることも可能。
比較的簡単に作成できるようになっており、コースを敷いた後はオート作成でオブジェクトを敷き詰めることが出来るなど、手軽にコースを作ることができるようにもなっている。

### レース
ストーリーモードの他に、画面分割で最大4人まで参加できるオフラインレース。
CPUレーサーと自由にできるレースに、コースのラップタイムを競うタイムアタック。
開発陣が作った公式のコースをオンラインで競う公式レースに、公開されているユーザー作成のコースでレースができるカジュアルレースなど、様々な種類のレースが楽しめる。
オンラインの場合、モッドスポットと呼ばれる交流所で、タイムアタックや人気のコース紹介などのオンラインイベントが常に開催されている。
レース自体は、コースに散りばめられたアイテムやサイドアタックといった技術を駆使し、先を行くレーサーたちを妨害しながら一位を目指すというもの。
アイテム有りのアクションレース、アイテム無しのシンプルレース、アイテム有りで決められた秒数ごとに最下位のレーサーが脱落するサバイバルレースも選択できる。ストーリーモードでは、アクションレースのみ。

#### サバイバルレース
グッバイタイマーと呼ばれるカウントダウンで計測するタイマーがある。
1位のレーサーが最初の一周を終えるとグッバイタイマーが計測をスタートする。
グッバイタイマーが残り5秒以内をさしている間は脱落していないレーサーの内、最下位のレーサーは最下位から抜け出すまでブーストメーターが無限になった上に自動でブーストされるが、それまで貯めていたブーストメーターはリセットされる。最下位を抜け出すとブーストメーターは空となり、ブーストも止まる。そして、追い越されて最下位となったレーサーがブーストメーターを無限に使えるようになるが、上記の制約を受ける。
但し、残りのレーサーが2人になった場合は、2人ともブーストメーターが無限になる。
グッバイタイマーが0秒になると、最下位のレーサーが脱落し、通常に戻る。そして、タイマーはリセットされ、再びカウントをする。
1人を残して全員が脱落するか、ゴールする(5周する)と決着。

## レース中

### レース中に行う事ができる機能
ブースト
押している時間に比例してブーストメーターを消費し、加速する。
シールド
ブーストメーターを10000消費し、一定の期間だけ無敵になる。シールド中に自分にウェポンが命中すると1回につき2500溜まる。
サイドアタック
ブーストメーターを10000消費し、横の相手に攻撃する。命中すると1回につきブーストメーターが5000溜まる。
踏みつけ
ブーストメーターを30000消費し、相手を踏む。達成でブーストメーターが1人につき5000溜まる。但し、対戦相手を直接踏むと、ダメージが大きく、直接踏まれた人1人につきブーストメーターが10000溜まる。
ドリフト
ドリフト走行をする。ドリフトをした分だけブーストメーターが溜まる。但し、ドリフト中に他のものとぶつかった場合はブーストメーターは溜まらない。コースの形状によってはブーストメーター満杯の値の60000を超えるドリフトも可能。
ジャンプ
跳ぶ事ができる。
スーパージャンプ
ジャンプよりも高く跳ぶ事ができる。
アイテムポッド(ウェポン)
アイテムを持っている時にしか使えず、2つ以上のアイテムを一度に所持する事はできない。効果は様々だが、基本的に相手に向かって武器を発射するものが多い。使い捨て。ウェポンは命中でブーストメーターが溜まる。コンボするほど多く溜まる。

### 技
パーフェクトラップ
コースを一周するまでの間、一度もぶつからない。達成するとブーストメーターが60000溜まり、実質満杯となる。
スリップストリーム
相手の後ろの一定の範囲で走行すると自動で加速し、スリップストリームした時間に比例してブーストメーターが貯まる。
エアー
ある程度の間飛ぶと、飛んだ時間に比例してブーストメーターが溜まる。
エアスピン
飛んでいる最中に回ると、360°回る毎にブーストメーターが5000溜まる。但し、着地に失敗するとブーストメーターは溜まらない。

### その他
逆走
コースの向きと逆向きに動く。一定の距離逆走すると自動的に向きが直される。
コースアウト
コースから飛び出す事。一定の距離以上コースアウトし、さらに一定の時間が経つと自動的にコースに戻される。コースアウトした直後にコースに戻った場合は自動的にコースに戻される事はない。

## ストーリーモードの流れ
レースで無いものは括弧で囲む。

### 予選
- モッドサーキット

### ホームツアー
- トラブル牧場
- (レーサー作成)
- ビレッジサーキット
- アルペンドロップ
- (カート作成)

### メイヘムツアー
- マイナーズリフト
- (コース作成)
- ブロードウォーク
- ダッシュアイランド
- ファイヤージャンプ

### レンジツアー
- ワイルドサーキット
- マーケットサーキット
- でこぼこヒルズ
- ぐらぐらブリッジ
- ドリフトパラダイス

### 死神ツアー
- モッドサーキット(2回目)
- サンドストーム
- スイッチバック渓谷
- ロストテンプル
- 沈没ホール
- マリーナ
- ランブルアイランド
- ランチャーラッシュ

### グランドツアー
- デモンズクリフ
- ブレークウォーター
- ランブルジャングル
- キャッスル高原
- フラクチャー
- ペインマウンテン
- モッドフィナーレ

この後、エスプレッソのリベンジマッチに勝つ事でエンディングを見られる。

## ライバル一覧
ストーリーモード以外のモードは初期の段階ではプリセットのみだが、ストーリーモードのリベンジマッチをクリアする事により、ライバルがストーリーモード以外にも出現する様になる。

### プリセット
- Uncle V
- Cobrakyi
- Ace
- Gusto
- Pwnbot
- ZeroDown
- SimpFrugal
- RatDogg
- Angry Monkey
- BirdMan SG
- Lish
- SpenceMatic
- Mzungu
- Greyson
- Kozak
- Pip Cork
- The MC
- T-Rask
- Joesiv
- The Soch
- Bruzer
- Griller
- Madisyn
- Mic
- Shotz

### ライバル
- Aloha
- Diablo
- Dolar
- Dyno
- Fade
- Hale
- Jez
- Nato
- Scout
- Shadow
- Slick
- Wildcard
- Skidplate
- Espresso
- Tag
- Drillbit
- Iceman
- AstroKitty

## スタッフ
shuhei yoshida